# Анджелика (персонаж)
Анджелика (итал. Angelica) — катайская принцесса (дочь катайского царя Галафрона), дева-воительница, один из центральных персонажей в рыцарских поэмах «Влюблённый Роланд» Боярдо и «Неистовый Роланд» Ариосто. 
Её брат Аргалий дал ей волшебное копье, также она владеет волшебным кольцом, подаренным ей Руджьером. В неё безуспешно влюблен Роланд, а Анджелика безответно влюбляется в Ринальда, выпив воды из волшебного источника, но излечивается (1-й роман). В следующей книге она выступает в сюжете, параллельном истории Персея и Андромеды, причем её спасителем становится Руджьер. Её возлюбленным становится мавр Медор, что вызывает неистовство Роланда, она уезжает вместе с ним на родину. На протяжении поэмы она постоянно убегает практически от всех молодых людей, с которыми её сталкивает её судьба.

## В искусстве
Эта героиня была популярна в изобразительном искусстве в XVI-XIX века, по большей части — в XVI-XVII века.
| Илл. | Название                      | Сюжет |
| ---- | ----------------------------- | --- |
|      | Анджелика и отшельник         | Желая "овладеть" красавицей, развратный отшельник опаивает её зельем, но оказывается не способным удовлетворить своё желание. Налицо иконографическое совпадение с популярными мифологическими темами «Зевс и Антиопа» и «Диана и сатир» (или даже «Сусанна и старцы»).                                                                                 |
|      | Руджьер освобождает Анджелику | Прилетевший на гиппогрифе рыцарь спасает прикованную к скале девушку от морского чудовища, надевает ей на палец волшебное кольцо и увозит. Весьма популярный сюжет, расчленяющийся на следующие эпизоды: прикованная Анджелика, прилет Руджьера, он уносит её на своем крылатом коне, он признается ей в любви, а она исчезает, надев волшебное кольцо. |
|      | Анджелика и Медор             | Найдя раненного мавра, она выхаживает его от ран в хижине пастуха и влюбляется в него. Они вырезают свои имена на стволах деревьев и уезжают, простившись с приютившими их пастухами. Любовная идиллия с прекрасным пажом стала излюбленным сюжетом частной живописи.                                                                                   |

## Произведения
- Влюблённый Роланд
- Неистовый Роланд